# Met mijn simpel lied
Met mijn simpel lied is een album van Willem Vermandere uit 1976. Het was zijn vijfde elpee. De plaat verscheen bij Decca. Ook hier bezong Vermandere veel dagelijkse dingen en zijn eigen streek. Zo gaan de nummers "Duits kerkhof" en "Duizend soldaten" over de ellende en duizenden soldatengraven van de Grote Oorlog in West-Vlaanderen, een thema dat regelmatig in zijn nummers terugkomt.

## Nummers
Kant 1
1. "Klein ventje van Elverdinge"
2. "Mijn gazette"
3. "Duits kerkhof"
4. "'t Schone land"
5. "Tante Madleine"

Kant 2
1. "D'historie van Steentje"
2. "Meter fietje"
3. "Mijne stamcafé"
4. "Duizend soldaten"
5. "'k Zie mijn lief zo geiren"

## Achtergronden bij de teksten
Willem Vermandere zong hier, net als op de rest van zijn albums, voornamelijk over het dagelijkse leven in de Westhoek en de Eerste Wereldoorlog, die in zijn streek fel gewoed had.
Het eerste lied, Klein ventje van Elverdinge, gaat over Georges Van Eeckhoutte, een man uit Bredene die in Elverdinge woonde. Daar woonde hij in een tehuis. Het lied draagt een boodschap die frequent terugkomt in de teksten van Willem Vermandere: zouden wij niet beter wat meer verpozen in plaats van telkens te jagen? Het derde lied (Duits kerkhof) gaat over een voormalige Duitse militaire begraafplaats in Lauwe, waar hij als kind speelde. Tante Madleine gaat over een overleden tante van hem die in Brussel woonde. D'historie van Steentje gaat over Roger Vandesteene, een missionaris die naar Canada is getrokken om daar indianen te bekeren. Het voorlaatste lied (Duizend soldaten) gaat over de Eerste Wereldoorlog en de vele soldaten die nog steeds in de Westhoek begraven liggen.